# Bole (Sprache)
Bole (auch bekannt als Bolanchi, Ampika, Borpika, Bolewa, Bolawa) ist eine afroasiatische Sprache, die in Nigeria verbreitet ist. 1990 sprachen rund 100.000 Menschen diese tschadische Sprache. Es ist die Sprache des gleichnamigen Volkes der Bole. Zu den Bole-Dialekten gehören Bara und Fika, welches im Fika-Emirat gesprochen wird.